# Xu Bing

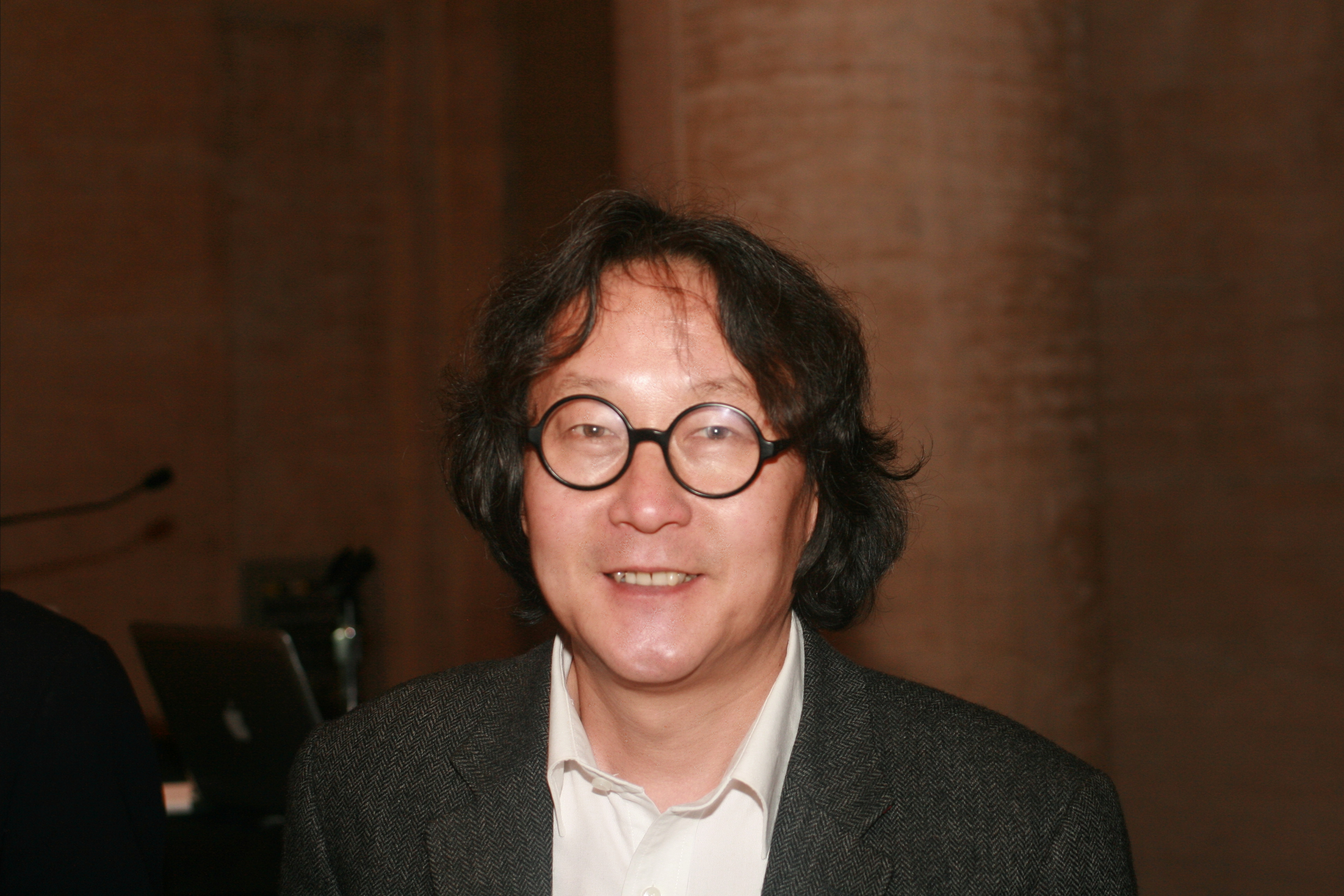
Xu Bing (2011)

Xu Bing (chinesisch 徐冰, Pinyin Xú Bīng; * 1955 in Chongqing) ist ein chinesischer Konzeptkünstler, der vor allem mit seinen Werken in den Bereichen Druckgrafik und Kalligrafie, aber auch mit Installationen bekannt wurde. Er ist Vizepräsident der Zentralen Hochschule der Künste (ZHK) in Peking. Seine Installation Book from the Sky, die im Rahmen der Ausstellung Ink Art: Past as Present in Contemporary China im Metropolitan Museum of Art ausgestellt war, gilt als ein Hauptwerk zeitgenössischer chinesischer Kunst.

## Leben
Xu Bing wuchs in Peking auf. 1977 begann er ein Kunststudium an der ZHK mit dem Schwerpunkt Druckgrafik, das er 1987 mit einem Master abschloss. Bereits in dieser Zeit wurden Werke von ihm weltweit ausgestellt. Von 1981 an unterrichtete er Zeichnen an der ZHK. 1987 begann er mit der Arbeit an A Book from the Sky, seinem bekanntesten Werk, von dem ein Abschnitt 1988 erstmals im China National Museum of Fine Arts ausgestellt wurde. Im gleichen Jahr war er visiting Artist an der Kunstakademie in Paris. 1990 folgte er einer Einladung der University of Wisconsin–Madison als Ehrenmitglied der Fakultät und ließ sich anschließend in den USA nieder. 1992 hielt er sich in Vermillion (South Dakota) auf und studierte westliche Methoden der Buchbindekunst und Papierherstellung. 1993 zog er in das East Village in Manhattan. 1999 wurde ihm ein MacArthur Genius Grant für seine künstlerischen Leistungen, insbesondere in den Bereichen Druck und Kalligrafie, verliehen. Im gleichen Jahr wurden seine Werke in Deutschland im Museum Ludwig und dem Museum Bonn gezeigt. Er selbst besuchte in diesem Jahr auch den Himalaya, wo er neben Bergwanderungen auch mit der Arbeit an seiner Landscript Serie begann. 2003 wurde das Werk Xu Bings Thema einer Konferenz der Princeton University, deren Ergebnisse 2006 unter dem Titel Persistence-transformation: text as image in the art of Xu Bing veröffentlicht werden. 2007 wurde Xu Bing zum Vizepräsidenten der ZHK ernannt. 2008 hielt Xu Bing Vorlesungen in verschiedenen Universitäten rund um die Welt, darunter The Art Institute of Boston. Er fungierte als Juror des dritten Artes Mundi Preises. An der Columbia-Universität fand ein Graduiertenseminar zur Kunst Xu Bings statt. 2009 kuratierte Xu Bing die Retrospektive der ZHK Central Academy of Fine Arts 60 Years of Drawing, die eine große Medienaufmerksamkeit auf sich zog und von Artron.net zur besten Ausstellung des Jahres in China gewählt wurde. 2010 erwarb das Museum of Modern Art Drucke von Xu Bing. Die Columbia University verlieh dem Künstler eine Ehrendoktorwürde. 2017 zeigt Xu Bing seinen ersten Langfilm Dragonfly Eyes beim 70. Filmfestival von Locarno.

## Bücher von Xu Bing als Kunstwerke

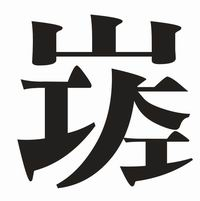
Wiki als englisches Wort im Stil des Projekts Square Word Calligraphy

Xu Bing schuf zwischen 1987 und 1991 sein Book from the sky, eine Sammlung von Buchrollen und klassischen Büchern. Diese sind sämtlich mit Schriftzeichen bedruckt, die chinesischen Schriftzeichen täuschend ähnlich sehen, jedoch vom Künstler selbst erfunden wurden und die keine lesbare Bedeutung haben. Xu Bing erfand für dieses Projekt über 4000 Schriftzeichen, die er per Hand in hölzerne Druckstempel schnitzte. Das 2002 fertiggestellte Book from the ground besteht im Unterschied dazu aus Schriftzeichen, die jeder Mensch interpretieren kann, nämlich aus Emojis. Als Projekt, das quasi den Übergang zwischen diesen beiden Kunstwerken verstanden werden kann, gilt Square Word Calligraphy. Dabei hat Xu Bing die Buchstaben englischer Wörter so arrangiert, dass sie wie chinesische Schriftzeichen wirken.

## Zusammenarbeit mit iSpace
Im Jahr 2020 dekorierte Xu Bing nach Vermittlung durch die Pekinger Wanhu Chuangshi Kulturmedien GmbH
die erste und die zweite Stufe einer kleinen Feststoffrakete vom Typ Hyperbola-1 des privaten Raumfahrtunternehmens Interstellar Glory, besser bekannt als „iSpace“, mit Schriftzeichen aus seinem Book from the Sky.
Daher erhielt diese Rakete den Namen „Xu Bing Himmelsbuch“. In der Nutzlastkapsel an der Spitze der Rakete wurde ein Zauberwürfel aus Metall untergebracht, dessen einzelne Quadrate als Lettern für die „Himmelsschrift“ gestaltet waren, wie sie Xu Bing Ende der 1980er Jahre (damals aus Birnbaumholz) für den Druck des „Himmelsbuchs“ angefertigt hatte.
Eigentlich sollte der Würfel die Erde einige Wochen in einer niedrigen Umlaufbahn umkreisen, um dann durch die Schwerkraft und die Reibung an den äußeren Schichten der Atmosphäre gebremst zu werden und – zumindest in Teilen – zur Erde zurückzukehren.
Die Rakete geriet jedoch kurz nach dem Start vom Kosmodrom Jiuquan am 1. Februar 2021 außer Kontrolle und stürzte ab. Somit scheiterte dieser Teil der Installation.

## Ausstellungen (Auswahl)

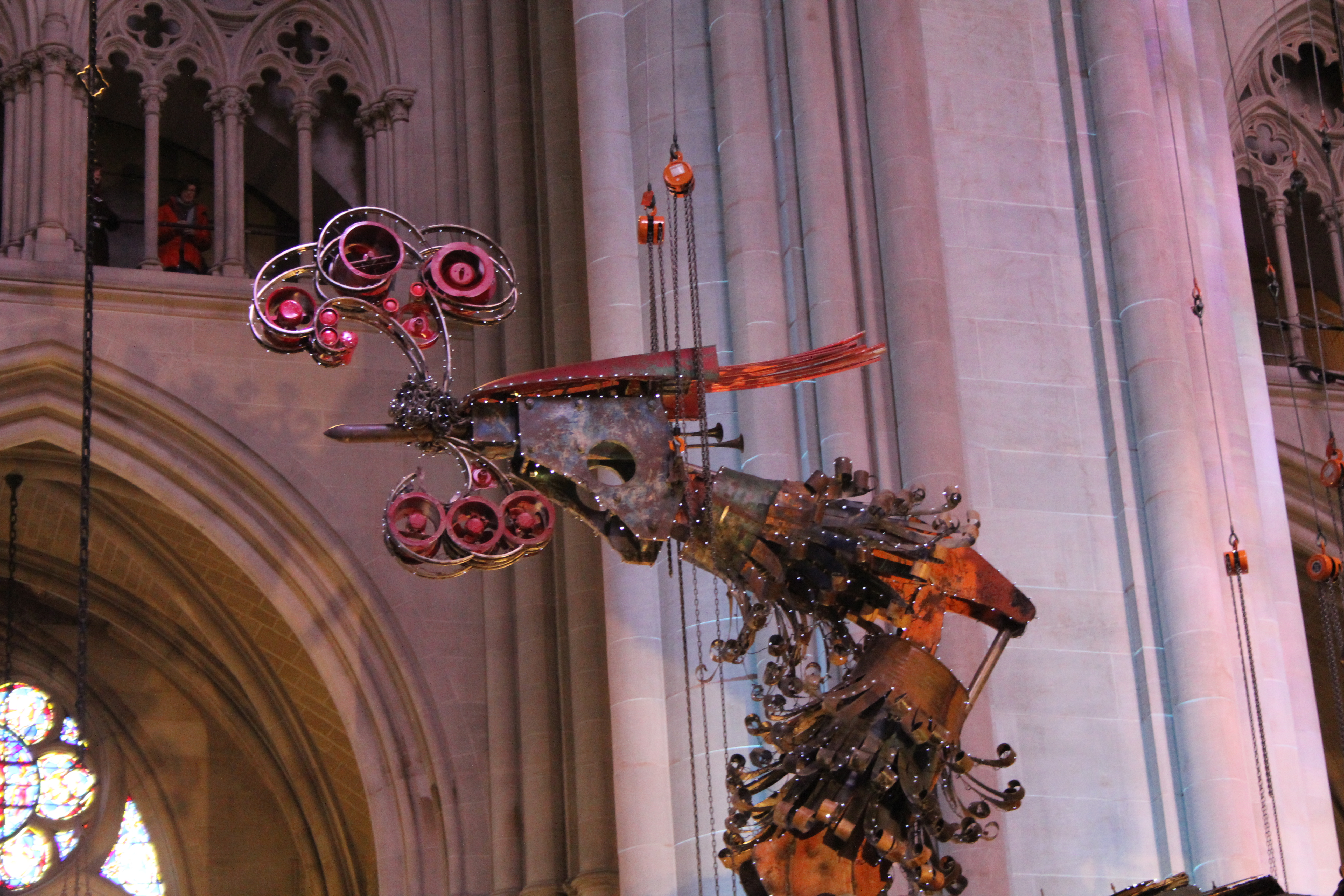
Detail einer Phönixskulptur von Xu Bing an der Cathedral of St. John the Divine in New York.

### Einzelausstellungen
- 1988 Xu Bing Prints, China Art Gallery (heute National Fine Art Museum of China)
- 1991 Xu Bing, Tokyo Gallery
- 1993 Xu Bing: A Home Away from Home, North Dakota Museum of Art
- 1994 Xu Bing: Recent Work, The Bronx Museum of the Arts
- 1996 Xu Bing: Learn Square Words, Marstall München
- 1997 Installation by Xu Bing, Institute of Contemporary Arts
- 1998 Xu Bing: Introduction to Square Word Calligraphy, New Museum of Contemporary Art
- 2001 Word Play: Contemporary Art by Xu Bing, Arthur M. Sackler Gallery
- 2003 Book from the Sky installation, Princeton University Art Museum
- 2004 Xu Bing in Berlin, Museum für Ostasiatische Kunst in Berlin
- 2006 Xu Bing, Suzhou-Museum
- 2007 “Book from the Sky” to “Book from the Ground” – The Book Works of Xu Bing, Helen Foresman Spencer Museum of Art
- 2009 Xu Bing Forest Project Exhibition, He Xiangning Art Museum in Shenzhen
- 2011 Background Story 7, British Museum und Where does the dust itself collect? Lower Manhattan Cultural Council
- 2012 Tobacco Project 3, The Aldrich Museum of Contemporary Art
- 2013 Nine Deaths, Two Births: Xu Bing’s Phoenix Project, Arthur M. Sackler Gallery und Xu Bing: Landscape Landscript, Ashmolean Museum of Art and Archaeology
- 2014 Phoenix: Xu Bing at the Cathedral, Cathedral of St. John the Divine

### Gruppenausstellungen
- 1986 Modern Chinese Prints from the Central Academy of Fine Arts, Peking im British Museum
- 1988 4. Internationale Triennale der Zeichnung, Kunsthalle Nürnberg
- 1993 45. Biennale di Venezia
- 1996 Origin and Myths of Fire: New Art from Japan, China and Korea The Museum of Modern Art, Saitama
- 1997 2. Biennale von Johannesburg
- 1999 Projects 70 (banners, cycle 1), Museum of Modern Art
- 2000 und 2002 Biennale of Sydney
- 2003 The First Beijing International Art Biennale
- 2006 Piktogramme--die Einsamkeit der Zeichen/Pictograms: The Loneliness of Signs, Kunstmuseum Stuttgart
- 2007 Automatic Update, Museum of Modern Art
- 2009 “WRITE NOW!”, Klingspor-Museum
- Expo 2010
- 2015 56. Biennale di Venezia

## Preise (Auswahl)
- 2003 Fukuoka Asian Culture Preis
- 2004 Wales International Visual Art Preis, Artes Mundi
- 2006 Preis für das Lebenswerk des Southern Graphics Council in Anerkennung seines “use of text, language and books (that) has impacted the dialogue of the print and art worlds in significant ways.” (deutsch: „Umgang mit Text, Sprache und Büchern, der den Dialog der Druck- und Kunstwelten in relevanter Weise beeinflusst hat.“)
- 2014 Department of State-Medal of Arts für seine Bemühungen, kulturelles Verständnis durch seine Kunstwerke zu vermitteln.
- 2015 de FINE art honoree des Savannah College of Art and Design.

## Publikationen
- Book from the ground. Guangxi Normal University Press, 2012, ISBN 978-7-5495-1369-7.